# Booz & Company
Booz & Company è una delle prime società di consulenza strategica e direzionale al mondo, lavora a stretto contatto con le più importanti organizzazioni per aumentarne la loro competitività e quindi il loro valore. Fondata nel 1914 da Edwin Booz, Booz & Company è un partenariato, interamente posseduta e gestita dai suoi circa 200 partner. Ha 60 uffici in 33 paesi nel mondo.
La compagnia si è recentemente separata da Booz Allen Hamilton, accorpando tutto lo staff assegnato a clienti privati (commercial business consulting) e a società governative al di fuori degli USA (government business consulting), mentre Booz Allen Hamilton si è focalizzata esclusivamente sulle agenzie governative statunitensi. Attualmente le due compagnie, che hanno firmato un accordo di non concorrenza fino al 2011, continuano a cooperare su specifiche opportunità e iniziative.
Nel 2009 Booz & Company ha acquisito la società di consulenza americana Katzenbach Partners e ha stretto collaborazioni con la società greca Kantor. Il 23 dicembre del 2013, i partners della società annunciano l'approvazione dell'acquisizione da parte di PricewaterhouseCoopers.

## Storia
Booz & Company è stata fondata da Edwin G. Booz, uno studente della Northwestern University di Chicago laureato in Economia e un master in Psicologia, con tesi su Mental Tests for Vocational Fitness.
Dopo gli studi alla Northwestern University nel 1914 Edwin Booz sviluppo' l'idea che le compagnie avrebbero avuto maggiori chance di successo se avessero ricercato l'opinione e la consulenza di professionista esperto che fosse esterno all'organizzazione. Questa teoria si tradusse presto in una nuova professione per l'epoca — la management consulting — che egli seppe implementare nella compagnia che oggi porta il suo nome. Booz fondò a Chicago una piccola società di consulenza, che due anni dopo lui e due altri partner trasformarono nella Business Research and Development Company, che svolgeva studi e ricerche per aziende commerciali ed industriali. Questo servizio, che Booz dichiarò essere il primo di questo tipo nel Midwest, presto attrasse clienti come Goodyear Tire & Rubber Company, Chicago's Union Stockyards, Transit Company e anche Canadian & Pacific Railroad."
Booz ebbe incarichi di rilievo nei suoi primi anni, come la divisione di Ma Bell e negli anni '60 supporto' l'organizzazione della National Football League americana.
Nel 1970, Booz Allen divenne una società per azioni con una offerta pubblica di acquisto di 500 000 azioni a $24 per azione. La quotazione continuò fino al 1976 quando fu riacquistata dai partner.

### Contributi
Booz & Company ha sviluppato il concetto di "capitale umano" negli anni '40, il "ciclo di vita del prodotto" negli anni '50, la "gestione della catena di distribuzione" negli anni '80, la "smart customization" negli anni '90 e l'"organizational DNA" nel primo decennio del millennio.

## Concorrenza
Booz & Company è posizionata stabilmente tra le prime 4 società di consulenza strategica al mondo e tra le prime 2 nel settore Energy. Compete a livello globale principalmente con McKinsey & Company, Accenture, Arthur D. Little, Bain & Company, Roland Berger e Boston Consulting Group.

## Assunzione e formazione
Booz & Company recluta candidati dalle migliori business school e università del mondo, e in molti casi anche da aziende multinazionali di successo. Il processo di assunzione è altamente competitivo e rigoroso, e tipicamente l'intervista di selezione richiede competenze di analisi e forti capacità relazionali.
In Italia Booz & Company assume per la posizione di "Consultant" neolaureati a pieni voti presso le migliori università del paese, tra le quali il Politecnico di Milano, la Bocconi, il Politecnico di Torino, La Sapienza di Roma e la LUISS. Per la posizione di "Associate" vengono ricercati profili in possesso di master in business administration conseguiti presso le top 20 business school al mondo.
Booz & Company sponsorizza per i suoi migliori "Consultant" e "Senior Consultant" l'iscrizione a corsi di Master in Business Administration (MBA) presso business school di prestigio e garantisce al ritorno la riassunzione nella posizione di "Associate".

## Presenza in Italia
Booz & Company è presente in Italia a Milano (dal 1985) e Roma (dal 1994). Fino all’acquisizione da parte di PwC nel 2014, l’Amministratore Delegato dell'ufficio italiano è stato Luigi Pugliese, coadiuvato dagli altri partner Giorgio Biscardini, Cristiano Rizzi  ed Enrico Strada. Negli anni 2000 Attilio Di Scala  è stato tra i consulenti italiani che hanno lavorato nella practice europea Aero-Auto-Industrials occupandosi di M&A. A seguito dell’acquisizione, la guida di Booz & Company in Italia è stata assunta dalla leadership di PwC Italia.